# Ludovico Valenti
Ludovico Valenti (Trevi, 27 aprile 1695 – Roma, 18 ottobre 1763) è stato un cardinale e vescovo cattolico italiano.

## Biografia
Figlio di Alessandro e Paolina Venturelli, nacque a Trevi, in Umbria, il 27 aprile 1695. Alla sua famiglia apparteneva un altro cardinale, Erminio Valenti.
Frequentò gli studi superiori a Roma all'Università la Sapienza, ove ottenne il dottorato in utroque iure il 20 marzo 1719.
La sua carriera ecclesiastica iniziò come avvocato coadiutore e fiscale presso la Camera Apostolica e nel tribunale della Segnatura. Il cardinale Annibale Albani lo nominò commissario del conclave del 1721.
Il 31 marzo 1736 fu ordinato sacerdote. Da novembre 1737 ad agosto 1741 fu rettore dell'Università La Sapienza; nel 1741 fu nominato segretario della Congregazione della Riforma del Breviario, incarico che mantenne fino al 1747; nel luglio 1754 fu nominato assessore del tribunale dell'Inquisizione.
Fu creato cardinale-presbitero da papa Clemente XIII nel concistoro del 24 settembre 1759. Il 19 novembre 1759 ottenne il titolo di Santa Susanna. Il 20 dicembre 1762 optò per il titolo di Santa Croce in Gerusalemme.
Il 24 settembre 1759 fu nominato vescovo di Rimini. Ricevette la consacrazione episcopale dalle mani di papa Clemente XIII nella chiesa di San Tommaso a Castel Gandolfo il 14 ottobre successivo.
Morì il 18 ottobre 1763 a Roma. I suoi resti riposano nella basilica di Santa Croce in Gerusalemme di Roma. Il suo cuore è conservato in un'urna nella chiesa di Sant'Andrea delle Fratte.

## Genealogia episcopale e successione apostolica
La genealogia episcopale è:
- Cardinale Scipione Rebiba
- Cardinale Giulio Antonio Santori
- Cardinale Girolamo Bernerio, O.P.
- Arcivescovo Galeazzo Sanvitale
- Cardinale Ludovico Ludovisi
- Cardinale Luigi Caetani
- Cardinale Ulderico Carpegna
- Cardinale Paluzzo Paluzzi Altieri degli Albertoni
- Papa Benedetto XII
- Papa Benedetto XIV
- Papa Clemente XIII
- Cardinale Ludovico Valenti

La successione apostolica è:
- Vescovo Vincenzo Acqua (1759)
- Vescovo Giuseppe Luigi Avogadro, C.R.L. (1759)